# باشگاه فوتبال ای‌اف‌سی بورنموث
باشگاه فوتبال ای‌اف‌سی بورنموث (به انگلیسی: AFC Bournemouth) (‎i‎/ˈbɔːrnməθ/‎ BORN-məth) یک باشگاه فوتبال حرفه‌ای است که در کویین  پارک، بوسکم در حومه بورنموث در دورست (انگلستان) مستقر است. آنها در لیگ برتر، بالاترین سطح از فوتبال انگلستان، رقابت می‌کنند. این باشگاه که در سال ۱۸۹۹ با نام بوکم شکل گرفت، از سال۱۹۷۱ به نام فعلی‌اش شناخته شد. این باشگاه که با لقب «جس‌ها» و معمولاً با نام برنو شناخته می‌شود، از سال ۱۹۱۰ بازی‌های خانگی خود را در ورزشگاه دین کورت برگزار می‌کند.
این باشگاه ابتدا در لیگ‌های فوتبال منطقه‌ای رقابت می‌کرد و قبل از آنکه در سال ۱۹۲۰ به لیگ جنوبی صعود کند، در لیگ همپشر حضور داشت. در سال ۱۹۲۳ و با نام بورنموث و بوسکم اتلتیک (به انگلیسی: Bournemouth & Boscombe Athletic) به لیگ فوتبال راه یافتند. آنها به مدت ۳۵ سال در لیگ دسته سوم جنوب باقی ماندند و در سال ۱۹۴۶ جام حذفی این دسته را از آن خود کردند. در سال ۱۹۵۸ لیگ دسته سوم از نو سازماندهی شد و بورنموث پس از ۱۲ سال دوام در این لیگ، در سال ۱۹۷۰ سقوط کردند، اما فصل بعد بلافاصله به این لیگ بازگشتند. در سال ۱۹۷۵ دوباره به دسته چهارم سقوط کردند. هفت سال بعد و در فصل ۸۲–۱۹۸۱ دوباره به دسته سوم رسیدند و پس از قهرمانی در جام اتحادیه ۱۹۸۴، در فصل ۸۷–۱۹۸۶، قهرمان لیگ شدند. آنها سه فصل را در دسته دوم گذراندند. در سال ۲۰۰۲ به دسته چهارم سقوط کردند، هرچند بلافاصله با پیروزی در پلی‌آف سال ۲۰۰۳ به دسته سوم صعود کردند.
لیگ دسته دوم از سال ۲۰۰۴ با نام لیگ یک فوتبال انگلستان به کارش ادامه داد. بورنموث در سال ۲۰۰۸ به لیگ دو تنزل پیدا کرد. فصل با انتصاب ادی هوو به عنوان سرمربی به پایان رسید. تحت هدایت هوو، بورنموث در طی شش سال سه بار به دسته بالاتر صعود کرد تا آنکه با قهرمانی در چمپیونشیپ ۱۵–۲۰۱۴ برای اولین بار در تاریخ خود به برترین سطح از فوتبال انگلیس راه یافت. این باشگاه به مدت پنج فصل در لیگ برتر دوام آورد تا آنکه در انتهای فصل ۲۰–۲۰۱۹ به دسته پایین‌تر سقوط کرد، اما در سال ۲۰۲۲ به عنوان نایب قهرمان چمپیونشیپ و این بار تحت هدایت اسکات پارکر به جمع بیست تیم برتر انگلستان بازگشت.

## تاریخچه

### بوسکم
اگرچه تاریخ دقیق تأسیس باشگاه مشخص نیست، اما شواهدی وجود دارد که نشان می‌دهد این باشگاه در پاییز ۱۸۹۹ از بقایای باشگاهی قدیمی‌تر از بوسکم به نام باشگاه فوتبال موسسه سنت جانز تشکیل شده است. این باشگاه در ابتدا با نام باشگاه فوتبال بوسکم شناخته می‌شد و آقای جی. سی. نات اولین رئیس آن بود. 
بوسکم در اولین سال تاسیس خود در فصل ۱۹۰۰–۱۸۹۹، در لیگ جوانان بورنموث و حومه شرکت کرد. آنها همچنین در جام جوانان هانتس حضور داشتند. در طول دو فصل ابتدایی تاسیس، آنها در زمینی در خیابان کسلمین، پوکس‌داون، میزبان رقبا بودند. از فصل سوم، تیم به زمینی در کینگز پارک نقل مکان کرد. در فصل ۰۶–۱۹۰۵، بوسکم به فوتبال آماتور بزرگسالان راه یافت.
در سال ۱۹۱۰، باشگاه به کمک یک تاجر محلی به نام جی.ای. کوپر-دین، زمین بایری را در کنار کینگز پارک به مدت طولانی اجاره کرد تا زمین فوتبال باشگاه باشد. باشگاه در کنار زمین اختصاصی خود که به نام بانی خیرش، دین کورت نامگذاری شد، به پیشرفت ادامه داد و بر فوتبال منطقه تسلط یافت. در همان سال، باشگاه اولین بازیکن حرفه‌ای خود باون پنتون را به خدمت گرفت.
تقریباً در همین زمان بود که باشگاه با لقب «گیلاس‌ها» شهره شد. درباره اصل و اساس پیدایش این لقب دو توضیح وجود دارد: دلیل اول را رنگ قرمز گیلاسی پیراهن‌های راه راه باشگاه می‌دانند که تیم با آنها بازی می‌کرد و روایت دیگر که کمتر به آن اتکا می‌شود آن است که ورزشگاه دین کورت، زمین باشگاه، در مجاورت املاک کوپر-دین ساخته شده بود و گفته می‌شود که احتمالا درختان گیلاس زیادی در آن املاک وجود داشته است.
در طول فصل ۱۴–۱۹۱۳ این باشگاه برای اولین بار در جام حذفی فوتبال انگلستان به رقابت پرداخت. مسیر پیشرفت باشگاه در سال ۱۹۱۴ با فراگیری جنگ جهانی اول متوقف شد و بوسکم به لیگ همپشر بازگشت.
در سال ۱۹۲۰، دسته سوم لیگ فوتبال انگلیس تشکیل شد و بوسکم به لیگ جنوبی صعود کرد و عملکرد متوسطی در این رقابت‌ها داشت.

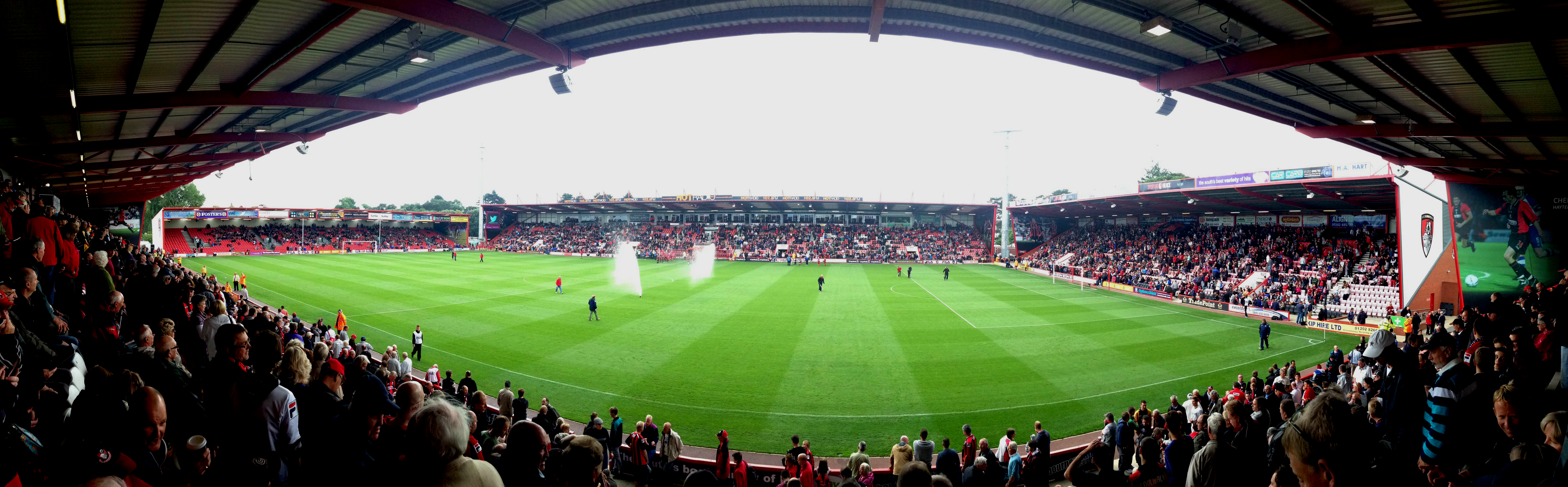
ورزشگاه دین کورت

### بورنموث و بوسکم اتلتیک
برای اینکه باشگاه معرف بهتری برای منطقه زادگاهش باشد، نام آن در سال ۱۹۲۳ به باشگاه فوتبال بورنموث و بوسکم اتلتیک تغییر یافت. در همان سال، این باشگاه به لیگ دسته سوم جنوب که به تازگی شکل گرفته بود، راه یافت. اولین بازی آنها در این لیگ به تاریخ ۲۵ اوت ۱۹۲۳ مقابل سوئیندون تاون برگزار شد که شکست ۳–۱ نتیجه آن بود. اولین میزبانی دین کورت در این لیگ نیز مقابل سویندون بود که با تساوی بدون گل در این بازی، بورنموث اولین امتیاز خود را در لیگ به دست آورد.
بورنموث فصل را به سختی از سر گذراند، اما در نهایت توانست در این لیگ ماندگار شود. این باشگاه قدیمی‌ترین عضو در لیگ دسته سوم بود و از لحاظ تداوم حضور در این لیگ همچنان رکورددار است.
بورنموث توفیقی در کسب جام نداشت و جنگ جهانی دوم نیز سبب وقفه در رقابت‌های لیگ و جام حذفی شده بود. با پایان جنگ، مسابقات ازسر گرفته شد و بورنموث با رسیدن به فینال جام حذفی با میزبانی استمفورد بریج فرصت پیدا کرد تا اولین جام باشگاه را کسب کند که این امر با غلبه بر والسال محقق شد.

### ای‌اف‌سی بورنموث
برای شروع فصل ۷۲–۱۹۷۱، این باشگاه نام ای‌اف‌سی بورنموث را برای خود برگزید، با این هدف که نام این باشگاه در فهرست‌های الفبایی باشگاه‌های انگلیسی در صدر قرار گیرد. یک سال بعد، باشگاه نشان جدیدی را به عنوان نمادی از پیشرفت خود برگزید. نوارهای پس‌زمینه در این نشان بر اساس پیراهن باشگاه طراحی شدند و در پیش‌زمینه آن، نیمرخ بازیکنی است که توپ را با سر می‌زند. این طرح به افتخار دیکی داوست، گلزن مطرح این باشگاه در دهه‌های ۱۹۵۰ و ۱۹۶۰، در نشان باشگاه گنجانده شد.
لباس قرمز و مشکی تیم که در سال ۱۹۷۱ معرفی شد، با الهام از لباس باشگاه میلان طراحی شد. این سال‌ها، دوران درخشش تد مک‌دگال برای بورنموث بود؛ گلزن قهاری که تنها در یک بازی از جام حذفی در نوامبر ۱۹۷۱، ۹ گل در پیروزی ۱۱–۰ مقابل مارگیت به ثمر رساند.

### اواخر قرن بیستم

نمودار جایگاه سالانه بورنموث در سطوح مختلف لیگ‌های فوتبال انگلستان.

در ژانویه ۱۹۸۴، بورنموث که اکنون تحت هدایت هری ردنپ بود، پیروزی بزرگی را در جام حذفی انگلیس مقابل مدافع عنوان قهرمانی، منچستر یونایتد، کسب کرد. بورنموث در اولین فصل حضورش در جام اتحادیه لیگ فوتبال تا فینال این رقابت‌ها با میزبانی بوثفری پارک پیش رفت و با پیروزی ۲ بر ۱ مقابل هال سیتی، قهرمانی را نیز به نام خود ثبت کرد و دومین جام تاریخش را به دست آورد.
در سال ۱۹۸۷، ردنپ باشگاه را به جایگاه قهرمانی در دسته سوم رساند و به این ترتیب، بورنموث برای اولین بار در تاریخش به دسته دوم راه یافت. پس از بقاء در اولین فصل حضورشان در دسته دوم، بورنموث در فصل بعد یکی از مدعیان جدی برای صعود به دسته اول شد. اگرچه عملکرد ضعیفشان در اواخر فصل، شانس صعود را از آنها گرفت و در نهایت خانه دوازدهم جدول نصیبشان شد.
در آخرین روز از فصل ۹۰–۱۹۸۹ به تاریخ ۵ مه ۱۹۹۰، بورنموث در خانه پذیرای لیدز یونایتد بود. لیدز این فرصت را داشت تا با غلبه بر میزبانش در دین کورت، قهرمان لیگ شود و به دسته اول صعود کند. در طول صبح بازی، برخی از هواداران لیدز در شهر آشوب ایجاد کرده بودند و پس از پیروزی لیدز با یک گل، جو شهر متشنج شد. این نتیجه در کنار نتایج سایر مسابقات، به معنای صعود لیدز به دسته بالاتر و سقوط بورنموث به دسته پایین‌تر بود. آشوب و تخریب شهر به دست مهمانان بورنموث در طول تعطیلات آخر هفته ادامه داشت و بیش از ۱ میلیون پوند خسارت به هواداران حریف و افسران پلیس وارد کرد. روزنامه شهر به نام دیلی اکو گزارش داد که «تماشاگران، از جمله بسیاری از کودکان، گویی که از موشک می‌گریختند، مجبور بودند به جای امنی فرار کنند و پلیس ضد شورش برای کنترل جمعیت وارد عمل شد.» این موضوع توسط یکی از نمایندگان مجلس شهر در پارلمان مطرح شد. آشوب هواداران لیدز در شهر، بیش از یک دهه از نظر مالی بر باشگاه بورنموث تأثیر گذاشت، چراکه پلیس محلی از برگزاری بازی‌های خانگی بورنموث در بانک هالیدی (که به طور سنتی یک روز محبوب برای فوتبال است) ممانعت کرد. این ممنوعیت تا بازی مقابل شروزبری تاون به تاریخ ۲۱ آوریل ۲۰۰۳ ادامه داشت.
ردنپ دو فصل دیگر در باشگاه ماند که در هر دو فصل، تنها با سه امتیاز اختلاف از رسیدن به بازی‌های پلی‌آف صعود بازماندند. با این حال، فشارهای مالی فزاینده سبب شد تا او در پایان فصل ۹۲–۱۹۹۱ از سمت خود استعفا دهد و متعاقباً به عنوان مربی به باشگاه سابقش وستهام یونایتد پیوست. تونی پولیس جایگزین او شد که تیمی بسیار ارزان‌تر ساخت که تنها توانست دو فصل متوالی در رتبه هفدهم جدول قرار گیرد. در نهایت پولیس نیز باشگاه را به دلیل فشارهای مالی ترک کرد.
بورنموث، چند ماه ابتدایی از فصل ۹۵–۱۹۹۴ را بدون سرمربی دائمی سپری کرد و شروع بسیار بدش باعث شد تا نیمه اول فصل را بیشتر در قعر جدول بگذراند. پس از انتصاب مل میچین به عنوان سرمربی، عملکرد تیم تا اندازه‌ای بهبود پیدا کرد، با این حال بقای آنها در لیگ بسیار بعید به نظر می‌رسید، چراکه با تغییر ساختار لیگ در دسته دوم، برای آن فصل، پنج تیم در جایگاه سقوط قرار می‌گرفتند. با این حال، عملکرد بهترشان در اواخر فصل نسبت به کمبریج یونایتد و پلیموث آرگیل که از دیگر کاندیدهای سقوط بودند، باعث شد تا در آخرین روز فصل با دو امتیاز بالاتر از محدوده خطر، در لیگ دوام بیاورند.
میچین به مدت شش سال سمت سرمربی را در اختیار داشت و در این مدت فصل با نتایج نه چندان چشمگیر در میانه جدول خاتمه می‌یافت. فصل ۹۹–۱۹۹۸، مسلماً نقطه اوج دوران مربیگری او برای بورنموث بود، چرا که باشگاه در بیشتر فصل از گزینه‌های جدی برای رسیدن به بازی‌های پلی‌آف صعود بود، اما در نهایت تنها به دلیل گل‌های زده کمتر این فرصت را به ویگان سپرد و خود در خانه هفتم نشست. عملکرد ناامیدکننده در در فصل ۲۰۰۰–۱۹۹۹ با قرار گرفتن در رتبه شانزدهم و به دنبال آن شروع ضعیف در فصل بعد، باعث شد میچین از سمت خود برکنار و نقش مدیر فوتبال به او سپرده شود.

### اوایل قرن بیست و یکم
در آغاز فصل ۰۱–۲۰۰۰، شان اودریسکول که از اعضای کادر مربیگری مل میچین بود، جایگزینش شد.در اولین فصل مربیگری او، بورنموث با اختلاف کمی از راهیابی به بازی‌های پلی‌آف صعود دسته دوم بازماند، اما یک سال بعد در ورزشگاه جدید سقوط کرد (در اوایل فصل ۰۲–۲۰۰۱، آنها بازی‌های خانگی خود را در زمین باشگاه دورچستر تاون برگزار می‌کردند، در همان حال که ورزشگاه خودشان در حال بازسازی بود).هیئت مدیره به مربی جدیدش ایمان داشت و اودریسکول در انتهای فصل ۰۳–۲۰۰۲، تیم را از طریق پیروزی در بازی‌های پلی‌آف به دسته دو بازگرداند و اعتمادشان را به خوبی پاسخ گفت.در فینال پلی‌آف با گل‌های استیو فلچر، کارل فلچر (۲)، استیون پرچس و گرت اوکانر، لینکولن سیتی را با نتیجه ۵-۲ شکست دادند. با این نتیجه، بورنموث اولین باشگاهی شد که در ورزشگاه میلنیوم؛ میزبان بازی فینال، پنج گل به ثمر می‌رساند. تحت هدایت اودریسکول، بورنموث در فصل‌های ۰۴–۲۰۰۳ و ۰۵–۲۰۰۴ از گزینه های اصلی رسیدن به بازی‌های پلی‌آف صعود به دسته بالاتر بود اما کار را در میانه جدول پایان برد و در فصل ۰۶–۲۰۰۵ به سختی از سقوط به دسته پایین‌تر نجات یافت.
در طول فصل ۰۴–۲۰۰۳، جیمز هایتر، بازیکن باسابقه تیم، سریع‌ترین هت‌تریک در تاریخ لیگ فوتبال انگلیس را به نام خود ثبت کرد. در بازی با ورکسام، چری‌ها به لطف گل‌های استیون پرچس، وارن کامینگز و وارن فینی، با نتیجه ۳–۰ پیش بودند که هیتر به عنوان بازیکن تعویضی به زمین آمد. با گذشت ۸۶ دقیقه از بازی، هیتر موفق شد در عرض دو دقیقه و ۲۱ ثانیه سه گل به ثمر برساند و نتیجه نهایی را ۶–۰ به نفع بورنموث رقم بزند.

در سپتامبر ۲۰۰۶، در حالی که تیم در رتبه هشتم لیگ قرار داشت، شان اودریسکول از تیم جدا شد تا سرمربی دونکستر راورز شود و کوین باند جایگزین او شد.

## تاریخچه لیگ
| سطح | لیگ        | مشارکت(ها) | اولین فصل حضور | آخرین فصل حضور | مجموع |
| --- | ---------- | ---------- | -------------- | -------------- | ----- |
| ۱   | لیگ برتر   | ۸          | ۱۶–۲۰۱۵        | ۲۵–۲۰۲۴        | ۸     |
| ۲   | دسته دوم   | ۳          | ۸۸–۱۹۸۷        | ۹۰–۱۹۸۹        | ۷     |
| ۲   | چمپیونشیپ  | ۴          | ۱۴–۲۰۱۳        | ۲۲–۲۰۲۱        | ۷     |
| ۳   | دسته سوم   | ۵۱         | ۲۴–۱۹۲۳        | ۹۲–۱۹۹۱        | ۶۹    |
| ۳   | دسته دوم   | ۱۱         | ۹۳–۱۹۹۲        | ۰۴–۲۰۰۳        | ۶۹    |
| ۳   | لیگ یک     | ۷          | ۰۵–۲۰۰۴        | ۱۳–۲۰۱۲        | ۶۹    |
| ۴   | دسته چهارم | ۸          | ۷۰–۱۹۷۱        | ۸۲–۱۹۸۱        | ۱۱    |
| ۴   | دسته سوم   | ۱          | ۰۳–۲۰۰۲        | ۰۳–۲۰۰۲        | ۱۱    |
| ۴   | لیگ دو     | ۲          | ۰۹–۲۰۰۸        | ۲۰۰۹–۱۰        | ۱۱    |

## بازیکنان

### تیم فعلی
تا تاریخ ۲۴ فوریه ۲۰۲۵
| شماره |                     | پست       | بازیکن                         |
| ----- | ------------------- | --------- | ------------------------------ |
| 2     | اسپانیا             | مدافع     | دین هایسن                      |
| 3     | مجارستان            | مدافع     | میلوش کرکز                     |
| 4     | انگلستان            | هافبک     | لویس کوک (کاپیتان دوم)         |
| 5     | آرژانتین            | مدافع     | مارکوس سنسی                    |
| 7     | ولز                 | هافبک     | دیوید بروکس                    |
| 8     | انگلستان            | هافبک     | الکس اسکات                     |
| 9     | برزیل               | مهاجم     | اوانیلسون                      |
| 10    | اسکاتلند            | هافبک     | رایان کریستی                   |
| 11    | بورکینافاسو         | هافبک     | دانگو اواتارا                  |
| 12    | ایالات متحده آمریکا | هافبک     | تایلر آدامز                    |
| 13    | اسپانیا             | دروازه‌بان | کپا آریزابالاگا (قرضی از چلسی) |
| 15    | انگلستان            | مدافع     | آدام اسمیت (کاپیتان)           |
| 16    | انگلستان            | هافبک     | Marcus Tavernier               |
| 17    | کلمبیا              | هافبک     | لوئیس سینیسترا                 |
| 19    | هلند                | مهاجم     | جاستین کلایورت                 |
| 20    | آرژانتین            | مدافع     | Julio Soler                    |

| شماره |                     | پست       | بازیکن               |
| ----- | ------------------- | --------- | -------------------- |
| 21    | کانادا              | مهاجم     | Daniel Jebbison      |
| 22    | مکزیک               | مدافع     | جولیان آرائوخو       |
| 23    | انگلستان            | مدافع     | جیمز هیل             |
| 24    | غنا                 | مهاجم     | آنتوان سمنیو         |
| 26    | ترکیه               | مهاجم     | انس اونال            |
| 27    | اوکراین             | مدافع     | ایلیا زابارنی        |
| 35    | ولز                 | مدافع     | Owen Bevan           |
| 40    | انگلستان            | دروازه‌بان | ویل دنیس             |
| 43    | انگلستان            | مهاجم     | Zain Silcott-Duberry |
| 44    | انگلستان            | مهاجم     | Daniel Adu-Adjei     |
| 45    | ایالات متحده آمریکا | مدافع     | Matai Akinmboni      |
| 46    | اسکاتلند            | دروازه‌بان | Callan McKenna       |
| 47    | انگلستان            | هافبک     | Ben Winterburn       |
| 48    | انگلستان            | مدافع     | Max Kinsey           |
| 49    | انگلستان            | هافبک     | دومینیک سادی         |
| 51    | انگلستان            | مهاجم     | Remy Rees-Dottin     |

#### بازیکنان خروجی قرضی
| شماره |               | پست       | بازیکن                                         |
| ----- | ------------- | --------- | ---------------------------------------------- |
| ۱     | برزیل         | دروازه‌بان | Neto (به آرسنال تا ۳۰ ژوئن ۲۰۲۵)               |
| 6     | ولز           | مدافع     | کریس مفام (به ساندرلند تا ۳۰ ژوئن ۲۰۲۵)        |
| ۲۹    | دانمارک       | هافبک     | فیلیپ بیلینگ (به ناپولی تا ۳۰ ژوئن ۲۰۲۵)       |
| ۳۲    | انگلستان      | مهاجم     | جیدون آنتونی (به برنلی تا ۳۰ ژوئن ۲۰۲۵)        |
| ۳۷    | انگلستان      | مدافع     | مکس آرونز (به Valencia تا ۳۰ ژوئن ۲۰۲۵)        |
| 42    | جمهوری ایرلند | دروازه‌بان | مارک تراورس (به Middlesbrough تا ۳۰ ژوئن ۲۰۲۵) |
|       | فرانسه        | هافبک     | رومن فایور (به Brest تا ۳۰ ژوئن ۲۰۲۵)          |

| شماره |          | پست       | بازیکن                                       |
| ----- | -------- | --------- | -------------------------------------------- |
|       | فرانسه   | مهاجم     | الی جونیور کروپی (به لوریان تا ۳۰ ژوئن ۲۰۲۵) |
|       | نیوزیلند | دروازه‌بان | Alex Paulsen (به اوکلند تا ۳۰ ژوئن ۲۰۲۵)     |
|       | انگلستان | هافبک     | جو راثول (به لیدز یونایتد تا ۳۰ ژوئن ۲۰۲۵)   |
|       | ساحل عاج | هافبک     | حامد ترائوره (به اوسر تا ۳۰ ژوئن ۲۰۲۵)       |

## مقامات باشگاه
منابع:
| هیئت مدیره                    | هیئت مدیره                       | هیئت مدیره                       | هیئت مدیره                       | هیئت مدیره     |
| مالک                          | مالک                             | مالک                             | مالک                             |                |
| ----------------------------- | -------------------------------- | -------------------------------- | -------------------------------- | -------------- |
| باشگاه فوتبال بلک نایت        |                                  |                                  |                                  |                |
| رئیس                          | رئیس امور فوتبال                 | دستیار مدیر فنی تیم اول          | رئیس بازرگانی                    |                |
| بیل فولی                      | تیاگو پینتو                      | سایمن فرانسیس                    | جیم فروولا                       |                |
| تیم اصلی                      |                                  |                                  |                                  |                |
| مربیان                        |                                  |                                  |                                  |                |
| مربی                          |                                  |                                  |                                  |                |
| آندونی ایرائولا               |                                  |                                  |                                  |                |
| مربیان تیم اول                |                                  |                                  |                                  |                |
| تامی الفیک                    | تامی الفیک                       | شان کوپر                         | شان کوپر                         |                |
| سرپرست دروازه‌بان‌ها            | دستیار مربی دروازه‌بان‌های تیم اول | دستیار مربی دروازه‌بان‌های تیم اول | دستیار مربی دروازه‌بان‌های تیم اول |                |
| نیل موس                       | گرت استوارت                      | گرت استوارت                      | گرت استوارت                      |                |
| مربی بدن‌سازی تیم اول          |                                  |                                  |                                  |                |
| پابلو د لا توره               |                                  |                                  |                                  |                |
| کادر پزشکی                    |                                  |                                  |                                  |                |
| مدیر اجرائی                   | سرپرست کادر درمان                | فیزیوتراپیست‌ها                   | فیزیوتراپیست‌ها                   | فیزیوتراپیست‌ها |
| جی ملت                        | اسکات مک‌آلیستر                   | مایل هاردینگ                     | جو بارتون                        |                |
| دیو گاردنر                    | ناتاشا نولان                     | مایل هاردینگ                     | جو بارتون                        |                |
| متخصص علوم ورزشی              |                                  |                                  |                                  |                |
| سرپرست عملکرد و پیشرفت فیزیکی | متخصص ارشد توانبخشی و عملکرد     | متخصصان علوم ورزشی               | متخصصان علوم ورزشی               |                |
| آلیستر هریس                   | چارلی مور                        | شان مک‌کولا                       | راب لوید                         |                |
| آنالیز و عملکرد               |                                  |                                  |                                  |                |
| تحلیلگر ارشد عملکرد تیم اول   | آنالیزورها                       | آنالیزورها                       | آنالیزورها                       |                |
| رایان داوس                    | تام وبر                          | سم می                            | لو سامرز                         |                |
| آکادمی و تیم زیر ۱۸ سال       |                                  |                                  |                                  |                |
| مربیان                        |                                  |                                  |                                  |                |
| مربی آکادمی                   |                                  |                                  |                                  |                |
| سم گیزبرن                     |                                  |                                  |                                  |                |
| سرپرست مربیان و پیشرفت آکادمی | سرپرست مربیان و پیشرفت آکادمی    | سرپرست دروازه‌بانی آکادمی         | مدیر تیم توسعه                   |                |
| بروس سوراچی                   | بروس سوراچی                      | بیلی گرینجر                      | آلن کانل                         |                |
| مربی تیم زیر ۱۸ سال           | مربی تیم زیر ۱۸ سال              | دستیار مربی تیم زیر ۱۸ سال       | دستیار مربی تیم زیر ۱۸ سال       |                |
| جیمز لووی                     | جیمز لووی                        | جونیور استانیسلاس                | جونیور استانیسلاس                |                |

### مدیریت سابق
- ادی میچل (مالک از ۲۰۰۹ تا ۲۰۱۳)[۵۱]
- مکسیم دمین (مالک از ۲۰۱۱ تا ۲۰۲۲)[۵۲]

## تاریخچه مربیان
منابع:

## رنگ‌ها
رنگ لباس تیم در طول تاریخ باشگاه تغییرات اندکی داشته است. بورنموث که با لباس‌های راه‌راه قرمز و سفید کارش را شروع کرد، در ادامه با پیراهن‌های تمام قرمز، قرمز با آستین‌های سفید و از سال ۱۹۹۰، عمدتاً با لباس‌های راه‌راه قرمز و مشکی به میدان رفته است. برای فصل‌های ۰۵–۲۰۰۴ و ۰۶–۲۰۰۵، پیراهن باشگاه عمدتاً به رنگ قرمز بود، اما با تقاضای هواداران و برای فصل ۰۷–۲۰۰۶ لباس‌های تیم به طرح سنتی راه‌راه بازگشت.
| فصل‌های لیگ | تولیدکننده          | حامیان مالی لباس      | حامیان مالی لباس   | حامیان مالی لباس                          | حامیان مالی لباس      |
| فصل‌های لیگ | تولیدکننده          | جلو                   | آستین              | پشت                                       | شورت                  |
| ---------- | ------------------- | --------------------- | ------------------ | ----------------------------------------- | --------------------- |
| ۱۹۷۸–۱۹۷۴  | Umbro               | بدون حامی مالی        | بدون حامی مالی     | بدون حامی مالی                            | بدون حامی مالی        |
| ۱۹۸۰–۱۹۷۸  | Adidas              | بدون حامی مالی        | بدون حامی مالی     | بدون حامی مالی                            | بدون حامی مالی        |
| ۱۹۸۱–۱۹۸۰  | Adidas              | Reg Heynes Toyota     | بدون حامی مالی     | بدون حامی مالی                            | بدون حامی مالی        |
| ۱۹۸۲–۱۹۸۱  | In-House            | Reg Heynes Toyota     | بدون حامی مالی     | بدون حامی مالی                            | بدون حامی مالی        |
| ۱۹۸۳–۱۹۸۲  | Osca                | بدون حامی مالی        | بدون حامی مالی     | بدون حامی مالی                            | بدون حامی مالی        |
| ۱۹۸۵–۱۹۸۳  | Umbro               | Reg Heynes Toyota     | بدون حامی مالی     | بدون حامی مالی                            | بدون حامی مالی        |
| ۱۹۸۶–۱۹۸۵  | Umbro               | Coopers Beers         | بدون حامی مالی     | بدون حامی مالی                            | بدون حامی مالی        |
| ۱۹۸۷–۱۹۸۶  | Hensons             | Coopers Beers         | بدون حامی مالی     | بدون حامی مالی                            | بدون حامی مالی        |
| ۱۹۸۸–۱۹۸۷  | Scoreline           | Canberra Homes        | بدون حامی مالی     | بدون حامی مالی                            | بدون حامی مالی        |
| ۱۹۸۹–۱۹۸۸  | Scoreline           | Nolan                 | بدون حامی مالی     | بدون حامی مالی                            | بدون حامی مالی        |
| ۱۹۹۰–۱۹۸۹  | Scoreline           | بدون حامی مالی        | بدون حامی مالی     | بدون حامی مالی                            | بدون حامی مالی        |
| ۱۹۹۲–۱۹۹۰  | Ellgren             | A1 Windscreens        | بدون حامی مالی     | بدون حامی مالی                            | بدون حامی مالی        |
| ۱۹۹۴–۱۹۹۲  | Matchwinner         | Exchange & Mart       | بدون حامی مالی     | بدون حامی مالی                            | بدون حامی مالی        |
| ۱۹۹۵–۱۹۹۴  | Matchwinner         | Frizzell              | بدون حامی مالی     | بدون حامی مالی                            | بدون حامی مالی        |
| ۱۹۹۶–۱۹۹۵  | Le Coq Sportif      | Frizzell              | بدون حامی مالی     | بدون حامی مالی                            | بدون حامی مالی        |
| ۱۹۹۷–۱۹۹۶  | Patrick             | Frizzell              | بدون حامی مالی     | بدون حامی مالی                            | بدون حامی مالی        |
| ۲۰۰۰–۱۹۹۷  | Patrick             | Seward Cars           | بدون حامی مالی     | بدون حامی مالی                            | بدون حامی مالی        |
| ۲۰۰۱–۲۰۰۰  | Super League        | Seward Cars           | بدون حامی مالی     | بدون حامی مالی                            | بدون حامی مالی        |
| ۲۰۰۳–۲۰۰۱  | TFG Sports          | Seward Cars           | بدون حامی مالی     | بدون حامی مالی                            | بدون حامی مالی        |
| ۲۰۰۶–۲۰۰۳  | Bourne Red          | Seward Cars           | بدون حامی مالی     | بدون حامی مالی                            | بدون حامی مالی        |
| ۲۰۰۸–۲۰۰۶  | Bourne Red          | Focal Point Fires     | بدون حامی مالی     | بدون حامی مالی                            | بدون حامی مالی        |
| ۲۰۱۱–۲۰۰۸  | Carbrini Sportswear | Carbrini Sportswear   | بدون حامی مالی     | JD Sports                                 | JD Sports             |
| ۲۰۱۲–۲۰۱۱  | Fila                | Focal Point Fires     | بدون حامی مالی     | Focal Point Fires                         | بدون حامی مالی        |
| ۲۰۱۴–۲۰۱۲  | Fila                | Energy-Consulting     | بدون حامی مالی     | Energy-Consulting                         | بدون حامی مالی        |
| ۲۰۱۵–۲۰۱۴  | Carbrini Sportswear | Energy-Consulting     | بدون حامی مالی     | Energy-Consulting                         | بدون حامی مالی        |
| ۲۰۱۷–۲۰۱۵  | JD Sports           | MansionBet            | بدون حامی مالی     | بدون حامی مالی                            | بدون حامی مالی        |
| ۲۰۱۹–۲۰۱۷  | Umbro               | MansionBet            | MansionBet         | بدون حامی مالی                            | بدون حامی مالی        |
| ۲۰۲۰–۲۰۱۹  | Umbro               | MansionBet / Vitality | MansionBet         | بدون حامی مالی                            | بدون حامی مالی        |
| ۲۰۲۱–۲۰۲۰  | Umbro               | MSP Capital           | بدون حامی مالی     | DWP Housing Partnership                   | United Pallet Network |
| ۲۰۲۲–۲۰۲۱  | Umbro               | MSP Capital           | بدون حامی مالی     | QuinnBet                                  | United Pallet Network |
| ۲۰۲۴–۲۰۲۲  | Umbro               | Dafabet               | DeWalt             | بدون حامی مالی                            | بدون حامی مالی        |
| –۲۰۲۴      | Umbro               | bj88                  | LEOS International | The Soccer Tournament (in FA Cup matches) | بدون حامی مالی        |

## هماوردها
طبق یک نظرسنجی با عنوان «لیگ عشق و نفرت» که در اوت ۲۰۱۹ برگزار شد، هواداران بورنموث، همسایه نزدیک باشگاه‌شان، ساوت‌همپتون را به عنوان بزرگترین رقیب خود معرفی کردند و پورتسموث، برایتون اند هوو آلبیون، ردینگ و لیدز یونایتد در رتبه‌های بعدی قرار گرفتند.

## افتخارات
منابع:

### رقابت‌های کشور انگلستان
| رقابت‌های کشوری         | رقابت‌های کشوری         | رقابت‌های کشوری | رقابت‌های کشوری   |
| رقابت‌های لیگ           | رقابت‌های لیگ           | رقابت‌های لیگ   | رقابت‌های لیگ     |
| سطح                    | لیگ                    | قهرمانی(ها)    | نائب قهرمانی(ها) |
| ---------------------- | ---------------------- | -------------- | ---------------- |
| ۱۱                     | لیگ انگلستان           |                |                  |
| ۲۲                     | دسته دوم               |                |                  |
| ۲۲                     | چمپیونشیپ              | ۱۵–۲۰۱۴        | ۲۲–۲۰۲۱          |
| ۳۳                     | دسته سوم               | ۸۷–۱۹۸۶        |                  |
| ۳۳                     | دسته دوم               |                | ۹۳–۱۹۹۲          |
| ۳۳                     | لیگ یک                 |                | ۱۳–۲۰۱۲          |
| ۳۳                     | دسته سوم جنوب          |                | ۴۸–۱۹۴۷          |
| ۴۴                     | دسته چهارم             |                | ۷۰–۱۹۷۱          |
| ۴۴                     | دسته سوم               |                |                  |
| ۴۴                     | لیگ دو                 |                | ۱۰–۲۰۰۹          |
| ۷/۸                    | لیگ جنوبی              |                | ۲۳–۱۹۲۲          |
| رقابت‌های جام           |                        |                |                  |
| جام                    | جام                    | قهرمانی(ها)    | نائب قهرمانی(ها) |
| جام اتحادیه لیگ فوتبال | جام اتحادیه لیگ فوتبال | ۸۴–۱۹۸۳        | ۹۸–۱۹۹۷          |
| جام حذفی دسته سوم      | جام حذفی دسته سوم      | ۴۶–۱۹۴۵        |                  |

## برترین گلزنان
برترین گلزنان حال حاضر می‌توان به دیوید بروکس و فیلیپ بیلینگ و دومینیک سولانکه اشاره کرد.

### وبگاه(های) مستقل
- باشگاه فوتبال ای‌اف‌سی بورنموث در بی‌بی‌سی اسپرت: اخبار باشگاه - نتایج اخیر - مسابقات آینده - وضعیت باشگاه
- بورنموث در اسکای اسپورتس
- ای‌اف‌سی بورنموث در لیگ برتر
- ای‌اف‌سی بورنموث در یوفا